# شاهد عيان (مسلسل 2016)
شاهد عيان هو مسلسل تلفزيوني درامي أمريكي، مقتبس عن المسلسل النرويجي الذي يحمل نفس الاسم شاهد عيان (yyevitne) لعام 2014، تم إصدار النسخة الأمريكية من المسلسل التي تحوي 10 حلقات في يناير 2016. فيما عرض للمرة الأولى على شبكة يو إس إيه نيتورك في 16 أكتوبر 2016. لكن في 1 مارس 2017 ألغت الشبكة العرض بعد موسم واحد.
تدور أحداث المسلسل حول علاقة حب خفية بين شابين مراهقين هما فيليب شيا (تايلر يونغ) ولوكاس فالدينبيك (جيمس باكستون) يهدد كشفها شهاداتهما على جريمة قتل ثلاثية.

## روابط خارجية
- شاهد عيان (مسلسل 2016) على موقع IMDb (الإنجليزية)
- شاهد عيان (مسلسل 2016) على موقع ميتاكريتيك (الإنجليزية)
- شاهد عيان (مسلسل 2016) على موقع روتن توميتوز (الإنجليزية)
- شاهد عيان (مسلسل 2016) على موقع روتن توميتوز (الإنجليزية)
- شاهد عيان (مسلسل 2016) على موقع كينوبويسك (الروسية)
- شاهد عيان (مسلسل 2016) على موقع ألو سيني (الفرنسية)
- شاهد عيان (مسلسل 2016) على موقع قاعدة بيانات الفيلم (الإنجليزية)